# Walking with Beasts
Walking with Beasts is een Britse zesdelige televisieserie uit 2001 over uitgestorven gewervelde diersoorten uit de tijd na de dinosauriërs, geschreven en geregisseerd door Tim Haines.
Walking with Beasts is vormgegeven als een natuurdocumentaire waarin met behulp van CGI en animatronics het leven uit het Cenozoïcum wordt gereconstrueerd. Hierdoor werden uitgestorven dieren weer tot leven gewekt en in bestaande landschappen geplaatst. De serie is een coproductie van BBC en de Discovery Channel, dat eerder de voorganger Walking with Dinosaurs maakte. Walking with Beasts is ook in Nederland en België op de televisie verschenen. De serie heeft verschillende onderscheidingen gewonnen, waaronder drie Emmy Awards en twee BAFTA Awards.
Voor de Engelse televisie werd de commentaarstem van de serie verzorgd door de Britse acteur Kenneth Branagh, voor de Nederlandse en Vlaamse televisie werd dit gedaan door respectievelijk Bert Kranenbarg en Vic De Wachter.

## De afleveringen

### 1.New Dawn
49 miljoen jaar geleden - Eoceen - Messel, Duitsland
De eerste aflevering van de serie zet de Aarde neer zoals die bestond in de eerste vijftien miljoen jaar na het uitsterven van de dinosauriërs: een wereld waarin regenwouden overheersen en zoogdieren langzaamaan de dominante gewervelde diersoorten worden. In de eerste aflevering wordt een familie van het geslacht Leptictidium gevolgd. Deze ratachtige dieren moeten overleven in het wereldomvattende woud. Gevaren dreigen overal, zoals reuzenloopvogels (Gastornis), de primitieve walvisachtige Ambulocetus en reuzenmieren (Titanomyrma giganteum). Een andere bedreiging is het vulkanisch meer, dat centraal in het regenwoud van de familie Lepticidia ligt.
- Leptictidium
- Propalaeotherium
- Ambulocetus
- Godinotia
- Gastornis
- Formicum
- Eurotamandua ("geacteerd" door een levende boommiereneter)
- Creodont
- Krokodil ("geacteerd" door een levende krokodil)

### 2.Whale Killer
36 miljoen jaar geleden - Eoceen - Pakistan, Tethys-oceaan en Nijldelta, Egypte
In de tweede aflevering staat de vleesetende walvis Basilosaurus centraal. Een vrouwelijk dier wordt gevolgd van de kuststreken van Pakistan, waar de kijker kennismaakt met de eerste grote zoogdieren zoals Andrewsarchus en Embolotherium, via de uitgestrekte Tethys-zee naar de Nijldelta, waar primitieve olifanten (Moeritherium) en apen (Apidium) leven. Naast de dieren van het Laat-Eoceen is er ook aandacht voor de klimaatveranderingen van deze periode. Doordat Antarctica geleidelijk aan begint te bevriezen, veranderen de oceaanstromingen. Dit heeft ingrijpende gevolgen voor het leven in de zee en het klimaat op Aarde, dat koeler en droger wordt.
- Basilosaurus
- Dorudon
- Brontotherium
- Andrewsarchus
- Apidium
- Moeritherium
- Zeeschildpad ("geacteerd" door een levende zeeschildpad)
- Haaien ("geacteerd" door levende wezelhaaien)

### 3.Land of Giants
25 miljoen jaar geleden - Oligoceen - Mongolië
In deze aflevering worden zoon en moeder Indricotherium gevolgd. Indricoterium, een hoornloze neushoornachtige, was het grootste landzoogdier ooit. Het tweetal leeft op de droge vlaktes van Centraal-Azië samen met reusachtige varkenachtige entelodonten, de aan paarden verwante chalicotheria en roofdieren als Hyaenodon en de beerhond Cynodictis.
- Indricotherium
- Entelodont
- Chalicotherium
- Cynodictis
- Hyaenodon gigas

### 4.Next of Kin
3,2 miljoen jaar geleden - Plioceen - Grote Slenk, Ethiopië
In de vierde aflevering wordt er een groep van de eerste mensachtige Australopithecus gevolgd. Er is veel aandacht voor de reeds ingewikkelde samenleving van deze primitieve mensen en de gevaren die Australopithecus bedreigen op de Afrikaanse savannes zoals de sabeltandkat Dinofelis en de agressieve olifant Deinotherium.
- Australopithecus
- Dinofelis
- Deinotherium
- Ancylotherium
- Canis ("geacteerd" door een levende zadeljakhals)
- Phacochoerus ("geacteerd" door een levend knobbelzwijn)
- Diceros ("geacteerd" door een levende neushoorn)
- Equus ("geacteerd" door een levende zebra)
- Gyps ("geacteerd" door levende gieren)

### 5.Sabre Tooth
1 miljoen jaar geleden - Pleistoceen - Paraguay
Deze aflevering behandelt de dieren uit het Vroeg-Pleistoceen van de pampa's van Zuid-Amerika. Aangezien dit continent heel lang geïsoleerd was, ontwikkelden zich in Zuid-Amerika verschillende vreemde gewervelde diersoorten zoals het geslurfde hoefdier Macrauchenia, het reuzengordeldier Doedicurus en de looproofvogel Phorusrhacos. In de vijfde aflevering wordt een groep van de sabeltandkat Smilodon gevolgd. De leider van de groep wordt "Halftand" genoemd. Twee andere mannelijke Smilodons willen de groep overnemen. "Halftand" verliest het gevecht om de groep en trekt zich terug. Later, als een van de mannetjes vermoord is door een reuzenluiaard, komt "Halftand" terug en herneemt hij zijn positie als leider van de groep.
- Smilodon populator
- Macrauchenia
- Doedicurus
- Megatherium
- Phorusrhacos
- Hippidion

### 6.Mammoth Journey
30.000 jaar geleden - Pleistoceen - West-Europa
In de laatste aflevering worden ijstijden met de kenmerkende fauna's behandeld. In deze aflevering wordt een groep mammoeten gevolgd op hun trektocht van de droogliggende Noordzee naar de Zwitserse Alpen. Onderweg krijgt de groep mammoeten te maken met wolharige neushoorns, holenleeuwen en neanderthalers.
- Mammuthus primigenius
- Coelodonta antiquitatis
- Megaloceros giganteus
- Panthera spelea
- Homo neanderthalensis
- Homo sapiens (geacteerd door levende mensen)
- Saiga tatarica ("geacteerd" door levende saïga's)
- Canis lupus ("geacteerd" door levende wolven)
- Bison bonasus ("geacteerd" door levende wisenten)
- Equus przewalskii ("geacteerd" door levende Przewalski-paarden)

## Het boek
Een boek over de serie was geschreven door Tim Haines ter ondersteuning van de serie uit 2001. In tegenstelling tot het boek Walking with Dinosaurs is dit boek nauwkeuriger in de beschrijving van elke aflevering en worden er minder dingen veranderd. Maar net als bij Walking with Dinosaurs wordt in de boekversie meer ingegaan op wetenschappelijke informatie van de afleveringen en de basis die in het programma gesteld wordt.

### Afwijkingen van de serie
- In het begin van de aflevering New Dawn, probeert de vrouwelijke Gastornis een Leptictidium te vangen wanneer het diertje een confrontatie had met een volwassen soortgenoot. In het boek komt de aanval van de Gastornis op een later moment van de dag, wanneer de Leptictidium met haar jongen op jacht is en vindt er geen confrontatie tussen de Leptictidia plaats.
- In het boek wint de Ambulocetus geen confrontaties met de krokodillen, zelfs niet tijdens het geruzie om een prooi die de Ambulocetus gedood had. In het programma is er geen confrontatie tussen de Ambulocetus en de krokodillen maar een krokodil zwemt wel snel weg van de Ambulocetus.
- Tijdens de mierenaanval in het programma vallen de mieren de etende Propalaeotherium niet aan. In het boek zijn de Propaleotheria een van de eerste dieren die aan de mieren ontsnappen. In het boek bijt een aantal mieren een jonge Leptictidium terwijl dat in het programma niet gebeurt en de moeder enkel een mier opeet.
- In het boek keert de Gastornis na de aanval op de Propaleotherium terug naar haar nest waar ze door mieren gebeten wordt. In het programma komt dit niet voor. Ook enkele van de vliegende mieren worden in het boek gegeten door de Godinotia tijdens de nacht.
- In de aflevering Killer Whale proberen de Dorudon de vrouwelijke Basilosaurus in de buurt van het einde van de aflevering te verjagen, terwijl ze dat in het boek op het begin van het hoofdstuk doen. De Basilosaurus-paring vindt daarom in het boek niet op het begin van het hoofdstuk plaats maar na de confrontatie met de Dorudon.
- In het boek weet de Andrewsarchus met succes het dode Embolotherium-kalf te stelen, terwijl de moeder Embolotherium er in het programma in slaagt de Andrewsarchus te verjagen. In het boek vindt dit plaats voordat de Basilosaurus naar de mangroves gaat terwijl dit in het boek erna komt. De ontmoeting van de Andrewsarchus met de onechte karetschildpadden vindt in het programma voor de mangroves plaats, in het boek na de aanval op de Embolotherium.
- In het programma vindt voor de mangroves geen ontmoeting tussen de Basilosaurus en Isurus-haaien en zeekoeien plaats.
- In het programma, springt een haai uit het water om een Apidium te vangen terwijl in de Apidium in het boek zelf in het water is gevallen.
- In het boek opent het hoofdstuk Land of the Giants met een oude Hyaenodon die een aantal beerhonden verjaagd van een karkas. In het programma begint de aflevering met de bevalling van de Indricotherium-moeder.
- In het boek vindt zich een confrontatie plaats tussen het Indricotherium-jong en een Nimravide. In de serie echter is dit geen Nimravide, maar een beerhond.
- In het televisieprogramma is de Chalicotherium gedood door een enkele Hyaenodon, die later verjaagd wordt voor verscheidene Entelodonten. In het boek wordt de Chalicotherium door twee exemplaren van Hyaenodon gedood die samen een enkele Entelodont verjagen.
- In het boek verdrinkt het hele beerhondengezin, terwijl in het programma de moeder het overleeft. De aflevering eindigt met het Indricotherium-kalf dat een Enteledont verjaagt terwijl dit in een boek een Hyaenodon is.
- In het boek heet het vierde hoofdstuk "wraak van de prooi". In het programma heet deze Next of Kin (Verre Voorouders). De oude australopithecusman heet Grijsbaard in plaats van Grijs en heet de jongere man Beer in plaats van Hercules. In het boek wordt de strijd om de dominantie door Beer zonder stok gewonnen terwijl dit in het programma met gebeurt.
- In het programma wordt Grijsbaards groep gedwongen hun territorium te verlaten door een rivaliserende australopithecusgroep. In het boek trekt Grijsbaards groep zich pas later terug.
- In het boek wordt de Deinotherium net op tijd ontdekt en is de hele groep, behalve Babbels jong, in staat in de bomen te klimmen. In het programma wordt Babbel achtervolgd als ze haar jong wil redden, iets wat in het boek ontbreekt.
- De scène waarin Blauw Deinotherium-mest onderzoekt is in het programma niet aanwezig, net als de scène waarin Blauw met Babbels baby speelt en waar Beer ingrijpt voordat Babbel Blauw kan bezeren.
- In het programma wordt Zwartoog door Grijsbaard van haar struisvogelei beroofd terwijl in boek Beer het ei vindt en deze breekt.
- In het boek gaan de twee australopithecusmannen vechten om een nieuw vrouwtje in de groep, terwijl dit in het programma om de rechten bij een zebrakarkas gebeurt.
- In het programma probeert de Dinofelis Blauw van de groep te scheiden terwijl deze in het boek de australopithecus probeert na te klimmen. In het boek wordt de kat vanwege wederzijdse bescherming van de groep verjaagd en niet ter bescherming van Blauw.
- De aflevering Sabre Tooth (Sabeltand) wordt in het boek Sabeltandwereld genoemd. In het begin van de aflevering verjaagt Halftand de Phorusrhacos bij zijn jong terwijl dit in het boek een vrouwelijke sabeltandkat is.
- In het boek vindt de confrontatie tussen twee Doedicurus-mannetjes om een wijfje plaats voordat Halftand door de twee broers wordt betwist terwijl dit in het programma hierna is. In het boek ontmoet Halftand na de aanval maar één Megatherium terwijl het er twee zijn in het programma.
- In het boek sterft de oudste vrouw van de groep na de overname van de broers. Dit komt in het programma niet voor.
- In het programma doodt een enkele Phorusrhacos een jonge Macrauchenia terwijl in het boek twee vogels een Hippidion-kalf doden. De ontmoeting tussen Halftand en de mannelijke Macrauchenia treedt in het boek niet op.
- In het boek confronteren beide sabeltandkatmannetjes de Megatherium, terwijl in het programma dit een mannetje is. De aanval van de Phorusrhacos op de jonge Doedicurus vindt in het programma niet plaats.
- In het programma sterft de laatste broer kort nadat Halftand hem verslagen had. In het boek overleven zowel hij als Halftand.
- De aflevering Mammoth Journey heet in het boek "Op stap met mammoeten" en begint met een vrouwelijke mammoet die door het ijs zakt. In het boek gebeurt dit pas later met een mannelijke mammoet.
- In het boek doden de mensen een Megaloceros. In het programma vallen ze er twee aan en ontsnapt er een waarbij die een van de mensen verwondt.
- In het programma weet de neanderthaler te ontsnappen aan de Coelodonta zonder al te veel pijn, in het boek breekt de wolharige neushoorn de Neanderthalers heup en been. In het boek vindt de scène tussen twee neushoorns in het voorjaar niet plaats.
- In het boek wordt er minstens één neanderthaler gedood door een mammoet en wordt er slechts één mammoet gedood terwijl dit er in het programma twee zijn.
- In het programma vindt de confrontatie tussen twee mammoetmannetjes in het begin plaats terwijl dit in het boek aan het eind van het hoofdstuk is.